# Jimmy Yancey
James Edwards Yancey (Chicago, 20 februari 1898 - aldaar, 17 september 1951) was een pianist, componist en liedtekstschrijver die het meest bekendstond om zijn pianospel in boogiewoogie-stijl.

## Jeugd
Yancey werd geboren in Chicago en Illinois. Zijn exacte geboortejaar is niet bekend; in bronnen wordt 1894, 1895 of 1898 aangeven. Zijn oudere broer Alonzo Yancey was ook pianist en hun vader was gitarist. Yancey begon zijn muzikale carrière als uitvoerend artiest als zanger. Hij was toen nog een kind en ging met zijn ouders mee op tournees.

## Pianist
In 1915 was Yancey een bekend pianist geworden en beïnvloedde jongere musici als Meade Lux Lewis en Albert Ammons hoewel het nog tot 1939 zou duren voordat hij zelf zijn eerste plaatopname maakte. Zijn spel werd gekenmerkt door een boogiewoogie-stijl met een sterk herhaald muziekpatroon met de linkerhand en een gevarieerd melodiespel met de rechterhand. Zijn speelstijl was delicaat en subtiel. Een deel van zijn onderscheidende stijl was dat hij in verschillende toonsoorten speelde maar altijd elk muziekstuk eindigde in e mineur. Dit gaf aan zijn optredens een wat bevreemdende maar voldoening gevende dissonantie.

## Plaatopnames
De meeste van zijn plaatopnamen waren solo optredens als pianist, maar laat in zijn carrière nam hij ook duetten op met zijn vrouw Estelle Yancey als zangeres. De opnamen verschenen onder de titel Jimmy and Mama Yancey.  De Yanceys waren de eersten die een album opnamen bij de toen net opgerichte platenmaatschappij Atlantic Records.  Gedurende zijn hele leven had Yancey ook nog een baan als onderhoudsman voor het honkbalveld bij de Chicago White Sox.

## Overlijden
Yancey overleed in Chicago in 1951 en werd opgenomen in de Rock and Roll Hall of Fame in 1986. Zijn vrouw Estella "Mama" Yancey nam tot laat in haar leven nog platen op. Haar laatste opnamen was in 1983 toen zij zelf al 87 was. Zij overleed in Chicago op 19 april 1986 op negentigjarige leeftijd.
- Biblioteca Nacional de España: XX908669
- Bibliothèque nationale de France: cb13901317x (data)
- Gemeinsame Normdatei: 134562321
- International Standard Name Identifier: 0000 0001 1797 458X
- Library of Congress Control Number: n82078469
- MusicBrainz: 78a7f57a-a276-45f6-b63c-96d941e244d2
- Nationale Bibliotheek van Tsjechië: mzk2010594834
- Nationale Bibliotheek van Israël: 987012329654205171
- Istituto Centrale per il Catalogo Unico: MODV150853
- Trove: 1189508
- Virtual International Authority File: 100256925
- WorldCat: E39PBJrckQ8gGCYy3cKx6Kmcfq